# Alexander Fjodorowitsch Prussak

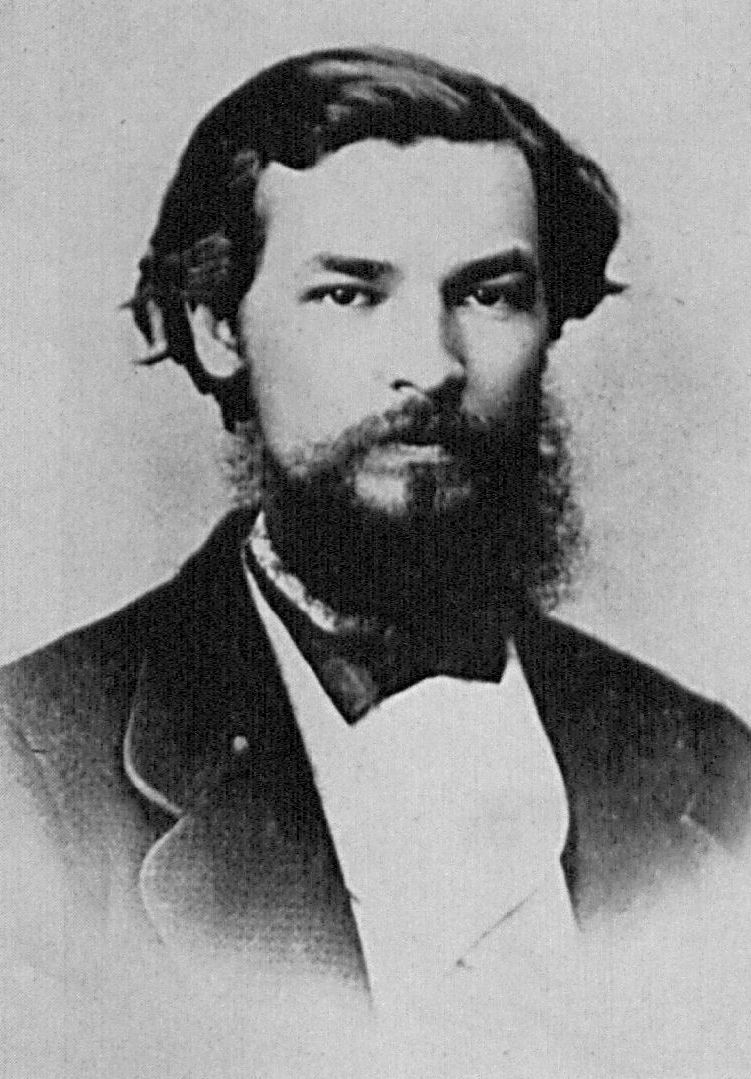
Alexander Prussak

Alexander Fjodorowitsch Prussak (* 1839 in der Nähe von Moskau; † 20. Januar 1897 in St. Petersburg, manchmal auch: Proussak) war ein russischer Ohrenarzt und Professor für Ohrenheilkunde an der Medizinisch-Chirurgischen Akademie in St. Petersburg. Er verfasste eine der ersten wissenschaftlichen Beschreibungen des Trommelfells und war auch der Erste, der die Diapedese, das Austreten von Blutbestandteilen aus den Blutgefäßen, beschrieb. Nach ihm sind der Prussak-Raum und die „Prussak-Fasern“ im Mittelohr benannt.

## Lebenslauf
Nach Abschluss seines Medizin-Studiums an der Medizinisch-Chirurgischen Akademie im Jahr 1862  blieb er an dieser Einrichtung, um seine medizinischen Fähigkeiten zu verbessern. Unter der Leitung von Professor S. P. Botkin befasste er sich insbesondere mit dem Studium der Inneren Medizin. Nach drei Jahren wurde er ins Ausland geschickt, wo er an den Universitäten Wien, Leipzig und Berlin bei Adam Politzer, Solomon Stricker und Carl Ludwig studierte. Dort verfasste er eine Arbeit über den Durchtritt weißer Blutkörperchen durch die Wände der Blutgefäße, die Aufmerksamkeit in der damaligen medizinischen Welt erfuhr.
Nach seiner Rückkehr nach Russland verteidigte er seine Dissertation mit dem Titel Über die Bedingungen des Verschwindens der Reaktion von Salpetersäure auf gelbes Pigment im Urin (zur Frage der Gelbsucht). Dann widmete er sich dem Studium der Ohrenkrankheiten und veröffentlichte eine Studie: Zur Anatomie des menschlichen Trommelfells. Im Jahr 1868 (oder 1870) erhielt er nach einer Probevorlesung über Ohrenkrankheiten an der Akademie den Lehrstuhl für Otologie als außerordentlicher Professor. Diesen Lehrstuhl hatte er 25 Jahre lang inne und arbeitete zusätzlich in der Pokrowskaja-Gemeinschaft der Barmherzigen Schwestern. Außerdem wurde Prussak von der zaristischen Regierung zum Staatsrat und zum amtierenden Geheimen Rat ernannt. Im Jahr 1890 wurde er Ordinarius und 1895 ging er in den Ruhestand. Auch als Augenarzt genoss Prussak einen guten Ruf.

## Medizinische Tätigkeit
Er ist durch seine Studien zu vasomotorischen Effekten der sympathischen Nerven im Ohr bekannt geworden. Sein Name ist mit den „Prussak-Fasern“, elastischen und bindegewebigen Fasern, die die Shrapnell-Membran begrenzen, und mit dem „Prussak-Raum“, einer kleinen Schleimhauttasche in der Paukenhöhle des Mittelohrs, verbunden.

## Wissenschaftliche Veröffentlichungen
Prussaks wissenschaftlichen Veröffentlichungen, die er vorwiegend in russischer Sprache verfasste, beschäftigen sich meist mit der Ohrenheilkunde. Seine wichtigste Abhandlung, Über die Anatomie des Trommelfells, wurde während seines wissenschaftlichen Auslandsaufenthalts geschrieben. Daneben veröffentlichte er einige Werke auch auf Deutsch.
- Об условиях исчезания в моче реакции азотной кислоты на желчный пигмент. St. Petersburg: Typus. Я. Trey, 1866 („Über die Bedingungen des Verschwindens der Reaktion von Salpetersäure auf Gallenpigment im Urin“)
- К анатомии человеческой барабанной перепонки. St. Petersburg: Typus. Я. Trey, Cens. 1867 („Zur Anatomie des menschlichen Trommelfells.“)
- Zur Anatomie des Trommelfells. Erwiderung an Herrn Dr. J. Gruber. In: Wchnbl. d. k. k. Gesellsch. d. Aerzte in Wien, 1867.
- Ueber die anatomischen Verhältnisse des Trommelfells zum Hammer. In: Centralblatt für die medicinischen Wissenschaften, 5, 1867.[7]
- Zur Physiologie und Anatomie des Blutstroms in der Trommelhöhle. In: Arbeiten aus der Physiologischen Anstalt zu Leipzig, 1868.[8]
- По поводу отверстий в барабанной перепонке: Заметки из отиатр. практики. St. Petersburg: Typ. M.M. Stasiulevich, 1886 („Zu den Löchern im Trommelfell: Anmerkungen aus der otiatr. Praxis.“)

Weitere bekannte Veröffentlichungen sind Blutung durch Diapedese und Über die Beziehung der Krankheiten der Hörorgane zu den Schädelkrankheiten und umgekehrt.